# Eric Sykes
Eric Sykes (Oldham, 4 maggio 1923 – Esher, 4 luglio 2012) è stato un attore, sceneggiatore e regista britannico.
Ampiamente riconosciuto come una figura chiave non pubblicizzata dietro molta della commedia teatrale inglese, è forse conosciuto meglio per le sue sitcom televisive sulla BBC con Hattie Jacques e Deryck Guyler, dal titolo Sykes. Era già famoso alla radio durante gli anni '50, sia dietro le quinte che davanti al microfono.

## Biografia
La carriera di Sykes nello spettacolo ebbe inizio durante il suo servizio nella Special Liaison Unit della Royal Air Force durante la seconda guerra mondiale.
Aiutò anche Spike Milligan dopo la sua depressione con il The Goon Show. Collaborò inizialmente con Milligan per uno special radiofonico chiamato Archie in Goonland, che era una via di mezzo tra The Goon Show e lo spettacolo di "radio ventriloquismo" Educating Archie di Peter Brough e del suo manichino Archie Andrews, di cui Sykes aveva scritto i testi. Archie in Goonland non fu un successo e tutte le registrazioni e i testi esistenti sono stati distrutti, ma Milligan e Sykes collaborarono a numerosi testi del Goon Show e condivisero un ufficio per molti anni a venire.
Una delle creazioni più note di Sykes è la sua classica routine muta slapstick, The Plank, che ebbe inizio come uno sketch nelle sue serie TV. In seguito fu espansa in un film di 45 minuti nel 1967, con protagonisti Tommy Cooper e Jimmy Edwards. Una terza versione fu fatta nel 1979, come uno speciale di mezzora con un cast di stelle comprensivo di Arthur Lowe (nel ruolo di Cooper), Charlie Drake, Charles Henry Hawtrey e Wilfrid Hyde-White. Edwards e Sykes andarono anche in tournée con la loro farsa teatrale Big Bad Mouse, che, essendo poco più di un canovaccio, dava loro piena libertà di improvvisare, interloquire col pubblico e così via.
Il 25 dicembre 1979 Sykes fu il protagonista di This Is Your Life sulla Thames Television. Tra gli ospiti Sean Connery, Spike Milligan, Douglas Bader, e Hattie Jacques.
Nel 1987-1988 Sykes apparve sul palcoscenico in Australia, dove interpretò una parte in Run For Your Wife, insieme a Jack Smethurst, David McCallum e Katy Manning.
Sykes divenne parzialmente sordo a causa di una malattia contratta in età adulta. Una degenerazione maculare causata dall'età (e forse dal fumo) lo rese ipovedente: i suoi particolari occhiali non avevano lenti, ma servivano a nascondere la protesi acustica.
Nella New Year's Honours List pubblicata il 31 dicembre 2004 fu nominato Commendatore dell'Ordine dell'Impero Britannico per servizi alla drammaturgia, in seguito a una petizione di MPs dopo che era stato lasciato fuori dalla Birthday Honours List.
Sykes apparve quindi nel ruolo di Mollock, il servo del Dottor Prunesquallor, nella miniserie della BBC Gormenghast, tratta dai romanzi di Mervyn Peake. Continuò a recitare sia in teatro che in televisione, nonostante l'età avanzata.
Il 14 febbraio 1952 sposò Edith Eleanor Milbrandt, con cui rimase fino alla morte. Ebbero quattro figli: Kathy (1952), Susan (1953), Julie (1958) e David Kurt (1959).
Morì nel 2012 all'età di 89 anni.

## Filmografia parziale
- Un pezzo grosso (Very Important Person), regia di Ken Annakin (1961)
- Quartetto d'invasione (Invasion Quartet), regia di Jay Lewis (1961)
- Omicidio al Green Hotel (Kill or Cure), regia di George Pollock (1962)
- Lassù qualcuno mi attende (Heavens Above!), regia di John Boulting, Roy Boulting (1963)
- One Way Pendulum, regia di Peter Yates (1965)
- Quei temerari sulle macchine volanti (Those Magnificent Men in Their Flying Machines or How I Flew from London to Paris in 25 Hours 11 Minutes), regia di Ken Annakin (1965)
- 8 facce di bronzo (Rotten to the Core), regia di John Boulting (1965)
- S.S.S. sicario servizio speciale (The Liquidator), regia di Jack Cardiff (1965)
- La spia dal naso freddo (The Spy with a Cold Nose), regia di Daniel Petrie (1966)
- Shalako, regia di Edward Dmytryk (1968)
- Quei temerari sulle loro pazze, scatenate, scalcinate carriole (Monte Carlo or Bust!), regia di Ken Annakin (1969)
- Oscar insanguinato (Theater of Blood), regia di Douglas Hickox (1973)
- Duca si nasce! (Splitting Heirs), regia di Robert Young (1993)
- The Others, regia di Alejandro Amenábar (2001)
- Harry Potter e il calice di fuoco (Harry Potter and the Goblet of Fire), regia di Mike Newell (2005)
- Son of Rambow - Il figlio di Rambo (Son of Rambow), regia di Garth Jennings (2007)

## Doppiatori italiani
Nelle versioni in italiano delle opere in cui ha recitato, Eric Sykes è stato doppiato da:
- Gianfranco Bellini in Quei temerari sulle macchine volanti, Quei temerari sulle loro pazze, scatenate, scalcinate carriole
- Aldo Barberito in Oscar insanguinato
- Carlo Baccarini in Harry Potter e il calice di fuoco